# Dielbach (Sauer)
Der Dielbach ist ein etwa 5,6 km langer linker Zufluss der Sauer in der Südpfalz, der im rheinland-pfälzischen Landkreis Südwestpfalz verläuft.

## Verlauf
Der Dielbach entspringt auf einer Höhe von 330 m ü. NN im westlichen Wasgau in einem Laubwaldgebiet am Nordosthang des Hohen Kopfes nordwestlich vom Zigeunerfelsen. 
Er fließt in südsüdöstlicher Richtung durch das Große Dielbachtal. Nach etwa 600 m wird er auf seiner rechten Seite durch einen kleinen Zulauf gestärkt. Der Dielbach umfließt nun westlich den Dielkopf. Nördlich der Wüstung Faunerhof, trifft er auf die Landesstraße 478 und wechselt dann dort seine Laufrichtung nach Süden. Sein Weg, bei dem er von der L 487 begleitet wird, führt nun durch das Naturschutzgebiet Faunertal vorbei an der Wüstung Faunerhof auf seiner rechten und dem Hirtenberg auf der linken Seite. In seinen weiteren Lauf durch das Naturschutzgebiet wird er in einer Reihe von kleinen Weihern gestaut. 
Er unterquert noch die L 478 und mündet schließlich nordöstlich von Ludwigswinkel auf einer Höhe von 225 m ü. NN unterirdisch in den von der dort noch Saarbach genannten Sauer durchflossenen Mühlweiher.

## Natur
In seinem Quellgebiet und im großen Dielbachtal herrscht Buchenbewuchs vor. So kommen dort die Rotbuche, aber auch die Traubeneiche vor. Das Gebiet wird durch Altholzinseln und Totholz geprägt. In der Krautschicht wachsen die Weißliche Hainsimse, die Draht-Schmiele, der Breitblättriger Dornfarn, der Wald-Sauerklee und die Heidelbeere.
Nordwestlich von der Wüstung Faunerhof befindet sich ein Feuchtwiesen-Rest mit Heideflächen und aufgeforsteten Fichtbeständen. Der Bach ist dort begradigt und ohne den ortsüblichen Uferbewuchs.
Das Naturschutzgebiet Faunertal ist ein sehr artenreiches Biotop. Dort kommen viele geschützte Tier- und Pflanzenarten vor.
Die Süßgräser sind mit der Spitzblütigen- und der Flatter-Binse, mit der Feld-Hain- und der Wald-Simse, der Sumpf-, Blasen-, Schnabel-, Hirse- und der Rispen-Segge, dem Roten Strauß-, dem Gewöhnlichen Ruch-, dem Wolligen Honig- und dem Rohrglanzgras, dem Glatthafer, der Rotschwingel und dem Breitblättrigen Rohrkolben besonders zahlreich vertreten.
An gefährdeten Pflanzenarten werden Bach-Quellkraut, Echte Brunnenkresse, Blutauge, Berg-Platterbse, Sumpf-Weidenröschen, Wassernabel, Niederes Labkraut, Echtes Labkraut, Sumpf-Helmkraut, Teich-Wasserstern, Gewöhnlicher Froschlöffel, Rispen-Segge, Gewöhnliche Sumpfbinse, Rohr-Schwingel und Einfacher Igelkolben genannt.
Als bedrohte Tierarten werden Spinnen (Zebra-, Wespenspinne), Libellen (Gemeine Binsen-, Hufeisen-Azur-, Blaugrüne Mosaikjungfer, Große Pechlibelle, Großer Blaupfeil), Lurche (Berg-, Teichmolch, Teichfrosch), Kriechtiere (Waldeidechse) und Vögel (Bach-, Gebirgsstelze) aufgezählt.